# Hotel Scandic w Gdańsku
Hotel Scandic, dawniej Hotel Monopol, Hotel Holiday Inn – czterogwiazdkowy obiekt położony w Gdańsku naprzeciwko dworca PKP Gdańsk-Główny, przy ul. Podwale Grodzkie 9.
W okresie międzywojennym funkcjonował też inny hotel o tej samej nazwie - Monopol przy Hundegasse (obecnej ul. Ogarnej) 17.